# La dona de foc
La dona de foc (títol original en anglès Ramrod) és una pel·lícula estatunidenca dirigida per André de Toth i estrenada l'any 1947. Està doblada al català.

## Argument
En una comarca ramadera del Mig Oest americà es reprodueix l'eterna guerra entre vaquers i ovellers. Worl, un pastor que pretén assentar-se al lloc, es veu obligat a abandonar les seves terres. El problema és que està lligat sentimentalment a Connie, la filla del ranxer que l'ha expulsat. Amb el suport de l'ajudant de Worl, Connie s'enfrontarà al seu pare.

## Repartiment
- Joel McCrea: Dave Nash
- Veronica Lake: Connie Dickason
- Don DeFore: Bill Schell
- Donald Crisp: xèrif Jim Crew
- Preston Foster: Frank Ivey
- Arleen Whelan: Rose Leland
- Charles Ruggles: Ben Dickason
- Lloyd Bridges: Red Cates
- Nestor Paiva: Curley
- Ray Teal: Ed Burma
- Houseley Stevenson: George Smedley
- Ward Wood: Link Thomas
- Ian MacDonald: 	Walt Shipley
- Wally Cassell: Virg Lea
- Sarah Padden: Mme Parks
- Hal Taliaferro: Jess More
- Victor Potel: Burch Nellice
- Jeff Corey: Bice